# Asplenium shawneense
Asplenium shawneense är en svartbräkenväxtart som först beskrevs av Robbin C. Moran, och fick sitt nu gällande namn av Harvey Eugene Ballard. Asplenium shawneense ingår i släktet Asplenium och familjen Aspleniaceae. Inga underarter finns listade.